# Ivan Kolev (allenatore di pallacanestro)
Ivan Kolev (in bulgaro Иван Колев?; Botevgrad, 1º marzo 1933 – 11 agosto 2020) è stato un allenatore di pallacanestro bulgaro.

## Carriera
Ha guidato la Bulgaria ai Campionati europei del 1975.